# Lula 3D
Lula 3D ist ein 2005 von cdv veröffentlichtes und entwickeltes erotisches Adventure-Spiel. Lula 3D ist der direkte Nachfolger des 1999 erschienenen Wet Attack: The Empire Cums Back.

## Spielprinzip
Lula 3D ist ein Adventure Game, bei dem der Spieler die Pornodarstellerin Lula steuert, die ihre entführten Co-Stars retten muss, um ihren nächsten Erotikfilm zu drehen. Das Spiel wird aus der Third-Person-Perspektive gespielt. Man kann im Spiel mit den Charakteren interagieren. Um im Spiel voranzukommen, muss der Spieler auch Rätsel lösen.

## Entwicklung
Die originale Sprachausgabe des Spiels ist auf Deutsch. Es wurde aber für internationale Versionen des Spiels mit verschiedenen Synchronsprechern übersetzt. Das Spiel wurde per Motion Capture gemacht.

## Rezeption
Lula 3D hält eine Punktzahl von 28/100 auf Metacritic, was auf „schlechte Kritiken“ hinweist. Kritiker kritisierten das Spiel wegen seiner technischen Probleme und seines flachen Humors und kritisierten auch die angebliche „Bouncin' Boobs Technology“ als unrealistisch und kindisch für ein ausgereiftes Spiel. PC Zone beschrieb das Spiel als „einfach so unerbittlich und verblüffend ignorant gegenüber der Funktionsweise von echten Spielen oder echtem Sex, dass es sich selbst ein gutes Stück weit in die Kategorie 'so schlecht, dass es gut ist' einreiht.“
Ellie Gibson von Eurogamer glaubte, dass die niedrige Qualität und der kindliche Humor das Spiel wie ein „erotisches“ Abenteuer erscheinen ließen, das von 12-Jährigen entwickelt wurde und für 12-Jährige gedacht war. Insbesondere kritisierte er die unterdurchschnittlichen Übersetzungen, das schlechte Sounddesign und die mittelmäßige grafische Qualität.